# Samy Abdel Razek
Samy Abdel Razek (nascido em 10 de abril de 1980) é um atirador esportivo egípcio que competiu nos Jogos Olímpicos de Verão de 2016 no Rio de Janeiro representando o Egito.